# ジョーン・クラーク
ジョーン・エリザベス・ラウザー・マレー（英: Joan Elisabeth Lowther Murray, MBE 旧姓クラーク; 1917年6月24日 - 1996年9月4日）は、イギリスの暗号解読者であり貨幣学者で、第二次世界大戦中にブレッチリー・パークにおいて暗号解読に従事していたことでもっとも知られる。個人的な注目を求めたものではなかったが、ナチスドイツの秘密通信に対するエニグマの暗号解読における重要な役割は賞賛と謝辞を彼女にもたらした。1947年に大英帝国勲章(MBE)を授与された。

## 若年期および私生活
ジョーン・エリザベス・ラウザー・クラークは1917年6月24日にロンドンのウェスト・ノーウッドに、ドロシー（旧姓フルフォード）とウィリアム・ケンプ・ラウザー・クラーク牧師の末子として生まれた。彼女には3人の兄と1人の姉がいた。
彼女の生涯においてチェス、植物学、編み物などの趣味に熱中していた。

### 教育
クラークは南ロンドンのダルウィッチ女子校に進学し、ケンブリッジ大学ニューナムカレッジに進学する奨学金を獲得し、そこで数学の二科目最優等の成績を獲得し数学位の一級合格者だった。。しかしケンブリッジ大学の男性にしか学位を授与しないという方針により完全に拒否された。この方針は1948年に放棄された。

## ブレッチリー・パークにて
1940年6月にクラークはかつての大学の指導教官だったゴードン・ウェルチマンに誘われて政府暗号学校に採用された。彼女はブレッチリー・パークのHut 8として知られる部門で働き、すぐにアラン・チューリングによって bombeの必要性を低減させるために開発された暗号解読プロセスBanburismusの作業員の一員となった。1943年から1944年にかけてHut 8の代表であったヒュー・アレグザンダーは彼女について「この部門でも最高のメンバーのひとり」(one of the best Banburists in the section）と書いている。アレグザンダー自身もまた最高のメンバーのひとりではあった。彼とI. J. グッドはこのプロセスを仕事というよりは知的なゲームだと考えていた。それは「自明というほど簡単ではないが、神経衰弱を起こすほど難しくはない」のだった。
彼女は1944年にHut 8の副主任となった。戦時中、暗号解読はほとんど完全に男の仕事であった。クラークは男性よりも賃金が少なく、自身の性別のために昇進が阻害されていると感じていた。

### アラン・チューリングとの関係
クラークと同僚の暗号解読者アラン・チューリングはブレッチリー・パークにおいて友誼を深めた。チューリングは自分の勤務シフトを調整して一緒に働けるようにしたり、自由時間の多くも共に過ごしたりした。1941年の春、チューリングはクラークにプロポーズをして、彼女を自分の家族に紹介した。自身の同性愛を彼女に認めて以降は、彼女自身はその暴露に「平然としていた」と伝えられるが、チューリングは結婚に至ることはできないと決断し、1941年夏にはクラークと別れた。
この関係の変化はあったものの、クラークとチューリングは初めて会ってすぐから親友でありつづけ、それはチューリングの死のときまで続いた。二人は共通の趣味を持ち、同じような性格の持ち主でもあった。

## 戦後
戦後、クラークは政府通信本部で働き、そこでインドでの任務を終えた退役軍人ジョン・ケネス・ロナルド・マレー中佐と出会った。二人は1952年6月26日にチチェスター大聖堂で結婚した。結婚のすぐあとにジョン・マレーは健康上の理由により政府通信本部から引退し、スコットランドのクレイルに引っ越した。二人は1962年には政府通信本部に復帰し、クラークは60歳で引退する1977年まで働いた。

### 貨幣学への興味
クラークは才能のある貨幣学者だった。彼女はジェームズ3世とジェームズ4世の治世にスコットランドで流通していた金のユニコーンと重いグロートコインの複雑な系譜をまとめあげた。1986年に彼女の研究はBritish Numismatic Society (BNS)に認められ、Sanford Saltus Gold Medalが授与された。Numismatic Circularの405号では彼女の論文は "magisterial" （修士号に値する）と書かれている。

## 晩年と死
1986年に夫が死んだあとでクラークはオックスフォードシャーのヘディントンに引っ越し、貨幣学の研究を続けた。1980年代には彼女はハリー・ヒンズリーのBritish Intelligence in the Second World War第3巻第2部の付録を手伝った。彼女はブレッチリー・パークにおける戦時中暗号解読の歴史家たちの研究も手伝った。暗号解読者たちの秘密が続いているため、彼女が実際に行った貢献の完全な影響はわかっていない。
1996年9月4日、ジョーン・クラーク・マレーはヘディントンの自宅で死亡した。

## 褒章
- 1947: 大英帝国勲章 (MBE) [3]
- 1986: British Numismatist SocietyのSanford Saltus Gold Medal。スコットランドのジェームズ3世王とジェームズ4世王の治世の貨幣流通の研究に対して[3][12]

## 脚色された描写
クラークは2014年の映画『イミテーション・ゲーム/エニグマと天才数学者の秘密』においてキーラ・ナイトレイによって演じられた（ベネディクト・カンバーバッチがアラン・チューリングを演じた）。チューリングの姪のペインはクラークを 'rather plain' （かなり地味）と記録している。ペインは、ナイトレイはクラーク役としては不適切だと考えている。伝記作家のアンドリュー・ホッジスはこの脚本を "built up the relationship with Joan much more than it actually was." （ジョーンとの関係は実際そうであったよりも大げさになっている）と批判した。
しかしBBCのジャーナリストであるジョー・ミラーのある記事では、クラークの物語は永続化された（"story has been immortalised"）と説明している。映画そのものについていうと、監督のモルテン・ティルドゥムは「女性にとって知性がそれほど高くは評価されなかった時代」("when intelligence wasn't really appreciated in women"）にもかかわらずクラークが自身の分野でいかに成功したかを描いていると述べた。